# Agrilus abductus
Agrilus abductus är en skalbaggsart som beskrevs av Horn 1891. Agrilus abductus ingår i släktet Agrilus och familjen praktbaggar. Inga underarter finns listade i Catalogue of Life.